# Bill Brown (cầu thủ bóng đá, sinh năm 1928)
William "Bill" Brown (27 tháng 3 năm 1928 – tháng 5 năm 2010) là một cầu thủ bóng đá người Anh thi đấu ở vị trí Wing half.
Brown khởi đầu sự nghiệp với đội bóng non-league Murton Colliery Welfare trước khi ký hợp đồng với Gateshead vào tháng 9 năm 1950. Ông ghi tổng cộng 7 bàn trong 238 trận tại league và Cúp FA cho Gateshead. Brown chuyển đến Berwick Rangers trước khi thi đấu cho đội bóng non-league Blyth Spartans.